# Kolmanskop

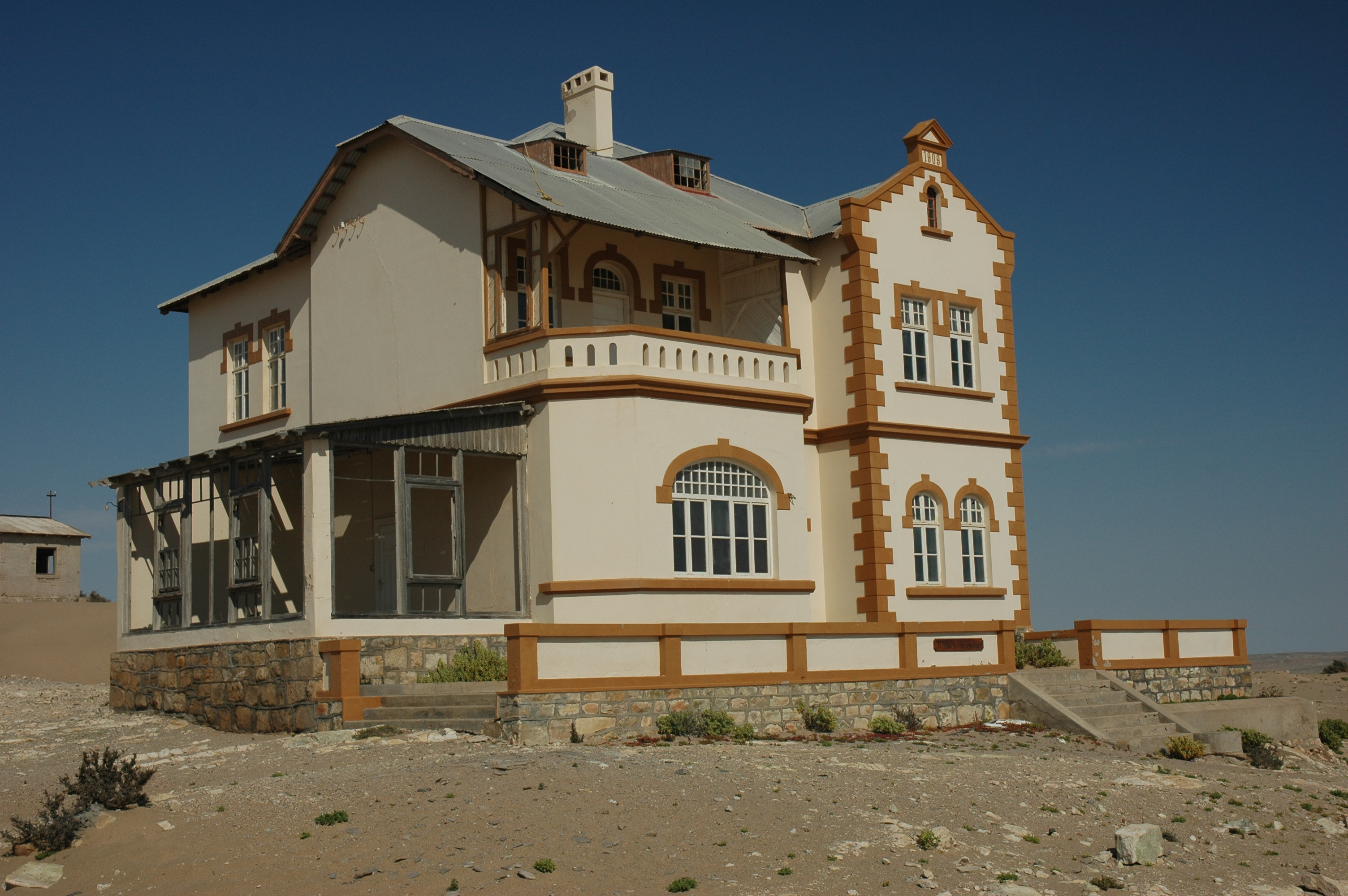
Um dos prédios centrais

Kolmanskop (em Alemão: kolmannskuppe) é uma cidade fantasma no deserto da Namíbia construída em 1908 cerca de 10 km a leste da cidade portuária de Lüderitz. A cidade foi habitada por alemães e sua construção tinha como objetivo a busca e exploração de diamantes, mas foi abandonada em 1954 por causa do esgotamento desses minérios.
O nome da cidade remonta a um transportador chamado Johnny Coleman, que durante uma tempestade de areia abandonou sua carroça de boi em uma pequena elevação diante da instalação.

## A cidade

### Fundação e apogeu
Fundada em 1908, a cidade já abrigava cerca de 300 adultos alemães, 40 crianças e 800 trabalhadores nativos em 1920. Kolmanskop logo se desenvolveu, tornando-se um pequeno e agitado centro e fornecendo abrigo contra o ambiente hostil do deserto aos trabalhadores. Grandes e elegantes casarões foram construídos deixando o vilarejo com ares de cidade alemã, com uma impressionante variedade de serviços, incluindo um hospital, um salão de festas, uma central eléctrica, uma escola, um salão de boliche com quatro pistas, outro de de teatro e desporto, casino, fábrica de gelo e a primeira estação de raios X do hemisfério sul.
Carnes frescas podiam ser compradas no açougueiro e havia ainda uma padaria, uma fábrica de móveis, uma área pública de jogos e até uma piscina.

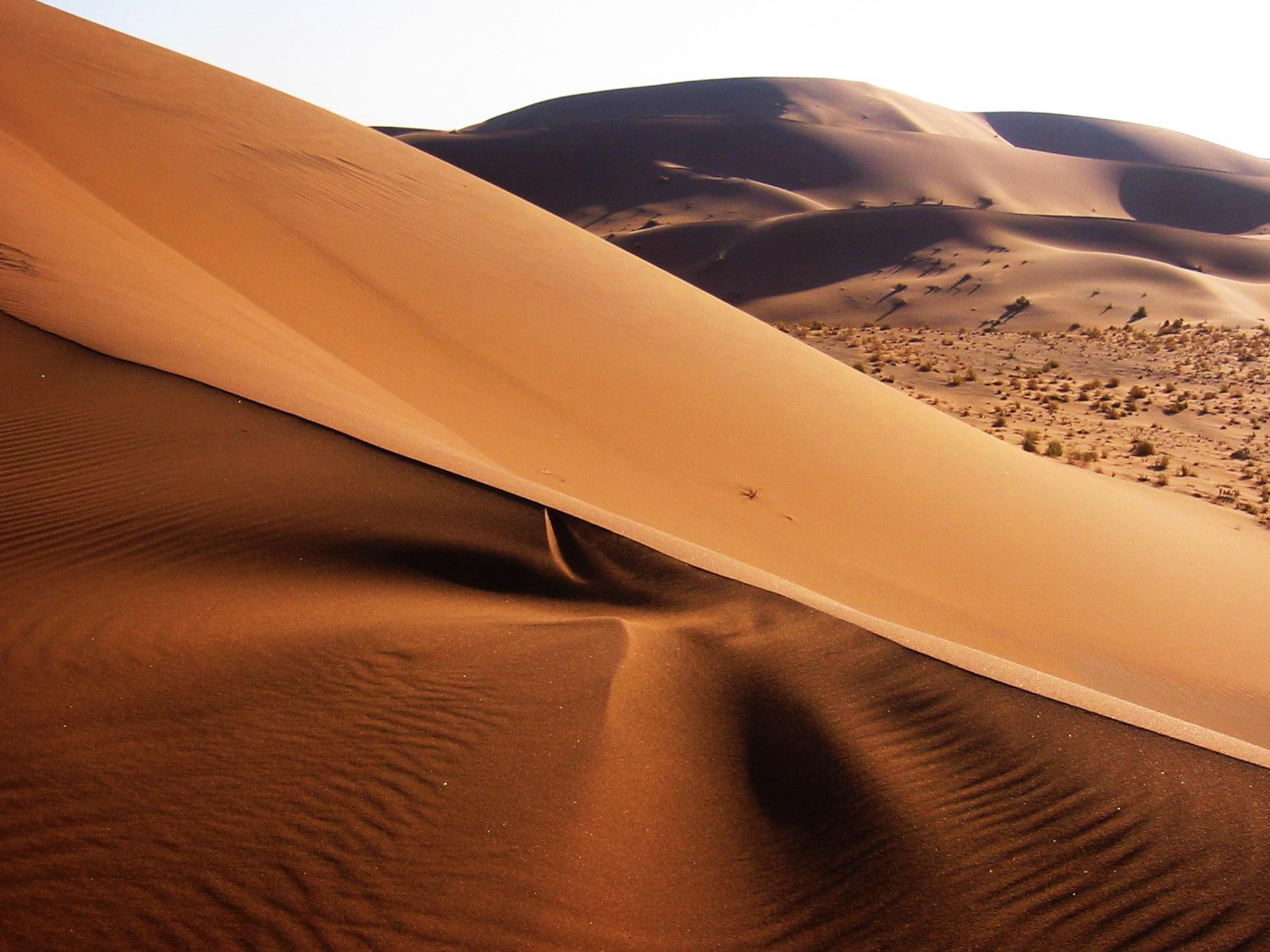
A cidade foi fundada em meio à aridez do deserto da Namíbia

### Declínio e abandono
Quase quarenta anos após sua fundação, depósitos mais rendáveis de diamantes foram descobertos mais ao sul, e as operações foram movidas para Oranjemund. Dentro desse período, Kolmanskop viveu, floresceu e morreu.
Por estar dentro de um deserto, com o passar dos anos a areia começou a invadir o lugar. Hoje, as ruínas da cidade fantasma têm pouca semelhança com sua antiga glória, e as imponentes casas foram quase demolidas pelo vento, e gradualmente estão sendo envolvidas por dunas de areia.
Em 1980, a empresa de mineração De Beers restaurou vários edifícios e fundou um museu no local, que agora se tornou atração turística. Por causa desse ressurgimento, em 2000 o filme The King Is Alive foi filmado em Kolmanskop, tendo a cidade fantasma sido um dos principais cenários da produção.
O local foi também foi usado como um dos locais no filme Dust Devil, em 1993.

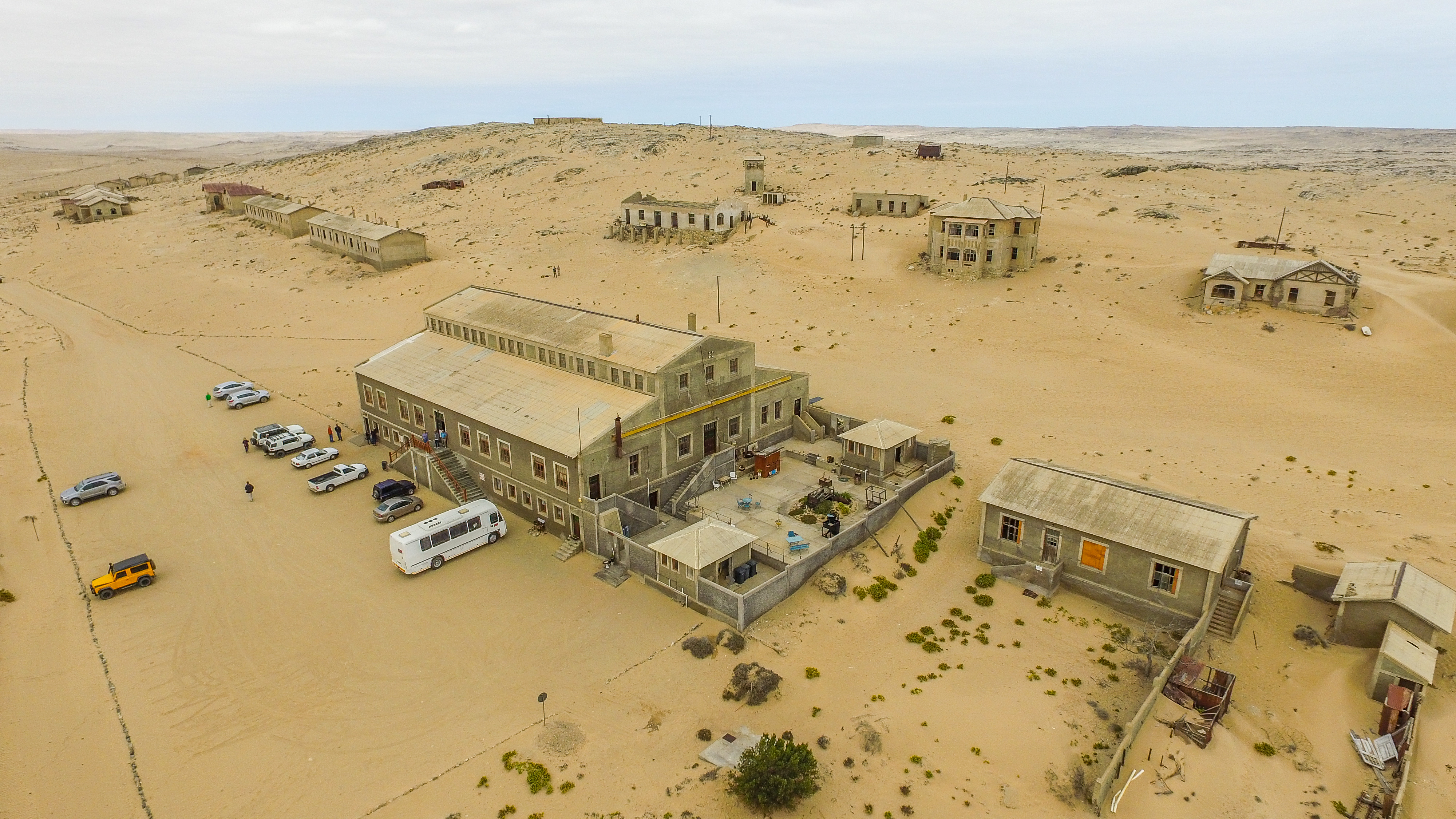
Vista aérea da cidade
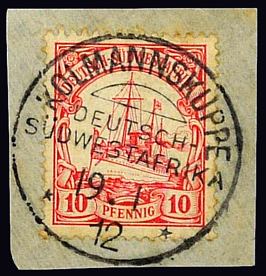
Selos da German South West Africa, carimbo Kolmannskuppe 1912
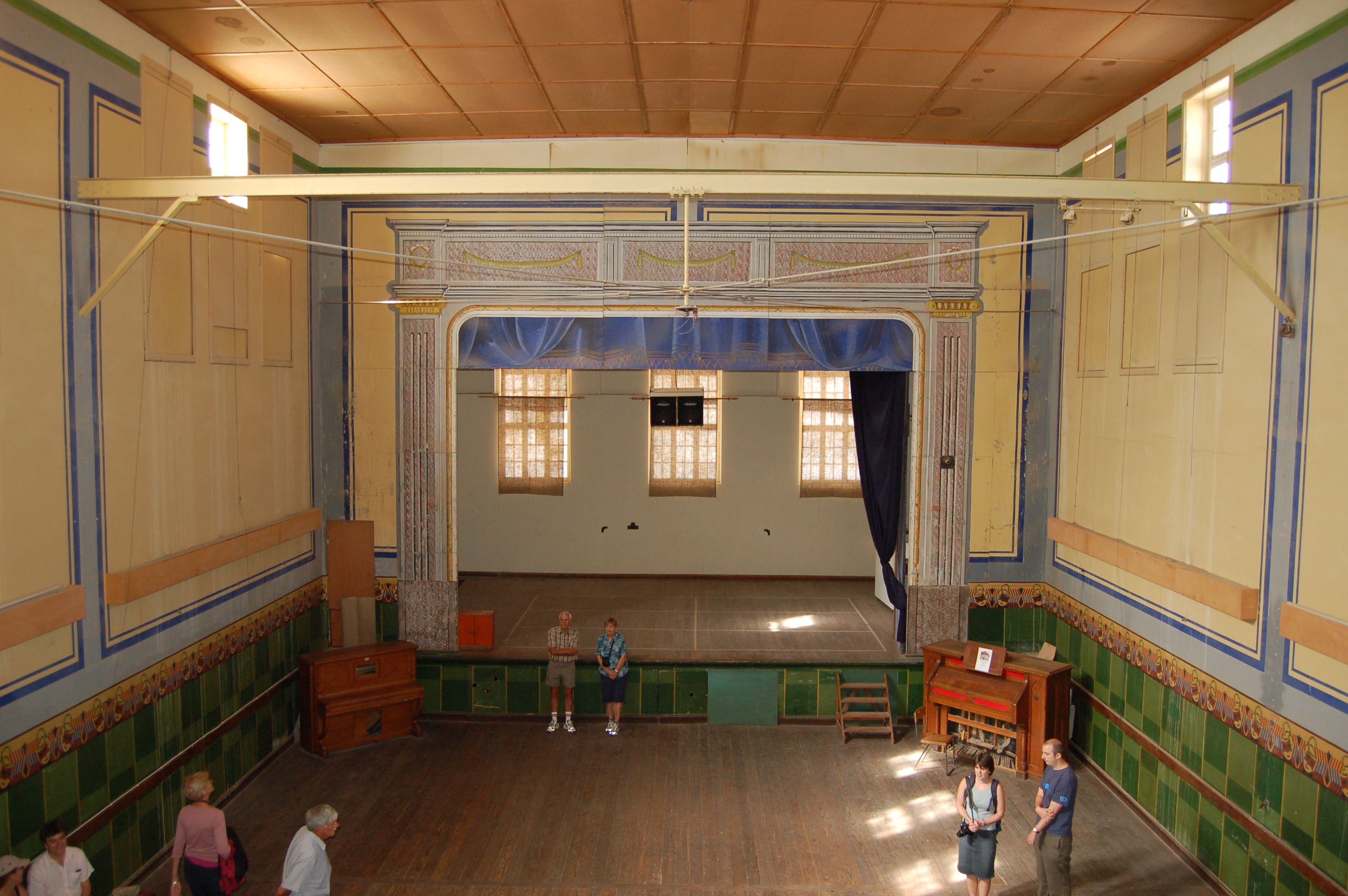
Dentro do principal prédio ainda intacto